# Eva Garajová
Eva Garajová (* 25. ledna 1965, Bratislava) je operní pěvkyně, mezzosopranistka. Řadu let spolupracovala se Státní operou Praha a pravidelně se objevuje na koncertních pódiích v tuzemsku i v zahraničí, nezřídka po boku věhlasných umělců, jako je španělský tenorista José Carreras, slovenský klavírista Marián Lapšanský, česká harfistka Kateřina Englichová, flétnistka Žofie Vokálková, varhaník Jaroslav Tůma ad. Spolupracovala a spolupracuje s významnými dirigenty a orchestry, např. Česká filharmonie, Slovenská filharmonie, Symfonický orchestr Českého rozhlasu, Pražská komorní filharmonie či Symphony Orchestra Tokyo. Redaktorka a muzikoložka Mgr. Jana Součková v jedné ze svých kritik pro Hudební rozhledy o Evě Garajové píše: „Ačkoli je především operní protagonistkou, svým uvolněným a hluboce procítěným výkonem potvrdila, že je i vyhledávanou interpretkou písňové tvorby.“

## Život a studium
Eva Garajová se narodila a vyrostla v Bratislavě, oba její rodiče jsou maďarského původu. Otec Ľudovít Garaj (25. srpna 1932 Gemerský Milhosť – 8. ledna 2008 Bratislava) byl překladatelem a pedagogem na FF UK Bratislava, matka Etela Garajová, rozená Pereszlényi, (* 19. října 1941) taktéž působila jako pedagožka, a to na VŠE Bratislava.
Zpěvu se Eva Garajová věnovala už od dětství. Navštěvovala lidovou školu umění v Bratislavě, kde se učila na klavír a zpívala ve své době věhlasném dětském sboru Slniečko. V roce 1980 nastoupila na konzervatoř v Bratislavě, kde byla její pedagožkou Ružena Illenbergerová, a po šesti letech nastoupila na Vysokou školu múzických umění v Bratislavě (zde studovala pod vedením Hany Štolfové-Bandové). VŠMU absolvovala s titulem MgA. (na Slovensku „Mgr. art.“) a později doktorandské studium  ArtD.
Po absolvování vysoké školy dále studovala v Osimu (Accademia d’arte lirica pod vedením Maria Melaniho), v Buffalu (Gary Burgess) a na mistrovských kurzech Enzy Ferrari, Julie Hamari a Christy Ludwig.

## Kariéra
Už během studia na VŠMU se stala členkou Komorní opery v Bratislavě a v roce 1995 debutovala jako Olga v opeře Evžen Oněgin v Banské Bystrici.
Hned po dokončení studia získala angažmá ve Státní opeře Praha, kde ztvárnila více než dvacet rolí ze světového operního repertoáru (v Mozartově Cosi fan tutte, Rossiniho II Turco in Italia, Bizetově Carmen, Boitově Neronovi, Ponchielliho La Giocondě, Janáčkově Kátě Kabanové a dalších operách).
Během zahraničních stáží se představila např. v titulní roli Lukrecie v opeře Benjamina Brittena The Rape of Lucretia a v Pucciniho Suor Angelica v Greater Buffalo Opera Company.
V roce 2006 vystoupila v Bratislavě jako host galakoncertu José Carrerase se španělskými a italskými písněmi. Zúčastnila se též přípravy filmové nahrávky opery Liška Bystrouška (s orchestrem Deutsches Symhonie Orchester v Berlíně pod taktovkou amerického dirigenta Kenta Nagana) a filmové nahrávky této opery pro BBC ve spolupráci s ČT Studio Brno (2002 – 2004). S Filharmonií Brno a dirigentem Sirem Charlesem Mackerrasem (viz též Diskografie) a znovu na festivalu Pražské jaro 2007 s Pražskými symfoniky zpívala v Glagolské mši Leoše Janáčka (viz též Diskografie).
V současné době pravidelně účinkuje se symfonickými a komorními orchestry, zejm. se Slovenskou filharmonií (Beethoven, Liszt – Missa solemnis, Mozart, Verdi – Requiem, Dvořák, Rossini – Stabat Mater, Berlioz – La Mort de Cléopatre) a Státním komorním orchestrem Žilina. Příležitostně spolupracuje i s Českou filharmonií, Symfonickým orchestrem Českého rozhlasu a dirigentem Vladimírem Válkem (Křička – Severní noci a Stravinský – Oedipus Rex, Mahler – Symfonie č. 2), dirigentem Petrem Altrichtrem (Filharmonie Brno, Slovenská filharmonia), Pražskou komorní filharmonií s dirigentem Jiřím Bělohlávkem (Beethoven – Missa solemnis). V roce 2002 zahájila spolupráci s klavíristou Mariánem Lapšanským, a to na základě účinkování ve skladbě Zápisník zmizelého na festivalu Autunno musicale a Como.

## Další aktivity
V roce 2013 založila letní festival Eva Garajová a hosté, jehož je uměleckou garantkou.
Je rovněž zakladatelkou komorního cyklu Pražské múzy a Nadačního fondu Evy Garajové pro komorní hudbu.

## Diskografie
Eva Garajová má vedle bezpočtu operních představení, koncertních vystoupení a dalších aktivit na svém kontě i několik desek, na nichž posluchači naleznou díla klasická i moderní. Na jejich přípravě se podílela řada významných umělců.
- Carmen Fantazie – ve spolupráci s Virtuosi di Praga a Oldřichem Vlčkem
- The Diary of One Who Disappeared – Zápisník zmizelého – písňový cyklus Leoše Janáčka nahrála Eva Garajová spolu s Leem Marianem Vodičkou a Michalem Rezkem.
- Stabat Mater op. 58 Te Deum op. 103 – vokálně-instrumentální dílo Antonína Dvořáka nahrála Eva Garajová spolu s Leošem Svárovským, Adrianou Kohútkovou, Otokarem Kleinem, Gustávem Beláčkem a Blankou Juhaňákovou.
- Eva Garajová – v klavírním doprovodu Daniela Buranovského.
- Mša galgolskaja – Janáčkova kantáta pro sóla, smíšený sbor, orchestr a varhany byla nahrána za doprovodu Státní filharonie Brno, pod taktovkou Sira Charlese Mackerrase. Vedle Evy Garajové se na ní podíleli interpreti Helena Kaupová, Peter Straka a Richard Novák.
- Nox Et Solitudo (2015) – Komplet dvou CD nahraných ve spolupráci s klavíristou Mariánem Lapšanským. Obsahuje známé písně světově proslulých autorů (Petr Iljič Čajkovskij, Antonín Dvořák, Johannes Brahms) i skladby méně známých českých a slovenských tvůrců (Štefan Németh-Šamorínsky, Vladimír Sommer, Eugen Suchoň). Celá produkce je nazvána podle Suchoňova písňového cyklu Nox et solitudo (Noc a samota).
- Ama me (2016) – na CD, nazvaném podle písňového cyklu Sylvie Bodorové, se Eva Garajová zaměřila na tvorbu soudobých autorů a tvůrců 20. století. Nahráno bylo ve spolupráci s harfistkou Kateřinou Englichovou, violistkou Jitkou Hosprovou, houslistou Jaroslavem Svěceným a klarinetistkou Ludmilou Peterkovou).

## Ocenění
Eva Garajová za své umění a přínos kultuře v oblasti klasické hudby obdržela tyto ocenění:
- Cena Masarykovy akademie umění (2000)
- Cena Gustava Mahlera Evropské unie za umění (2000)
- Wolkrova polianka za poezii – za tvorbu písňových textů a propagaci soudobé hudby
- Master Class v Lucemburu a Londýně